# Umbra Hegemonului
Umbra Hegemonului (2001) (titlu original Shadow of the Hegemon) este al doilea roman din Saga Umbrelor (denumită deseori Cvartetul lui Bean) a lui Orson Scott Card și al șaselea roman din Universul lui Ender. Acțiunea este relatată în principal din perspectiva lui Bean, un personaj secundar al romanului original Jocul lui Ender. Cartea Umbra Hegemonului a fost nominalizată la premiul Locus în 2002.

## Intriga
În 2170 A.D., toți absolvenții Școlii de Luptă (în afara lui Ender) revin pe Pământ. Fratele lui Ender, Peter, se folosește de pseudonimul său Locke pentru a-l exila pe Ender pe altă planetă, pentru ca liderii lumii să nu fie tentați să se lupte pentru a câștiga de partea lor geniul lui militar. La puțină vreme după întoarcerea lor, membrii unității conduse de Ender sunt răpiți pentru a fi folosiți în cadrul viitorului război de supremație mondială. Singurul care scapă este Bean.
Mintea aflată în spatele operațiunii de răpire este a lui Ahile, susținut de ruși. Ahile vrea să se răzbune pe Bean, căruia avea să îi plătească o poliță datând din precedentul roman. Petra Arkanian reușește să îl contacteze pe Bean, iar acesta se hotărăște să îi salveze pe ea și pe ceilalți și să îl ajute pe Peter Wiggin să preia puterea și să devină Hegemon.
Când Peter își folosește pseudonimul Locke pentru a dezvălui adevărul despre Ahile, absolvenții Școlii de Luptă sunt eliberați, în afara Petrei, pe care Ahile o duce cu el în India. De acolo, el intenționează să atace Birmania și Thailanda, iar absolvenții indieni ai Școlii de Luptă (printre care se numără Sayagi și Virlomi) pun la punct planurile de atac și logistica. Petra consideră că e mai bine ca garnizoana indiană să fie desfășurată de-a lungul frontierei cu Pakistan, dar Ahile încurajează India și Pakistan să facă pace și să lupte împreună împotriva vecinilor lor. Planul acesta ascunde însă un alt plan al lui Ahile: el vrea să plece în China, căreia să-i deschidă drumul spre India, concentrând armatele indiene către Thailanda, iar din noua țară să își continue eforturile de cucerire a lumii.
Petra găsește un aliat în Virlomi, care îi trimite vorbă lui Bean despre locul în care fata e captivă. Cu ajutorul lui Bean și a Sorei Carlotta, "Locke" este nominalizat public la poziția de Hegemon, permițându-i lui Peter să se demaște într-un mod care nu îl compromite, ci îi crește prestigiul. Sub patronajul lui Suriyawong (sau Suri), Bean intră în armata thailandeză și se pregătește să îl înfrunte pe Ahile. Suri este trădat de proprii oameni de încredere, dar Bean îl salvează. Sora Carlotta este ucisă în timpul zborului spre Thailanda, dar Bean găsește un mesaj dinaintea morții ei, în care călugărița îi povestește despre cheia lui Anton din el, care i-a răpit mulți ani din viață pentru a-l face geniu. 
Bean o salvează pe Petra și îl înfrânge pe Ahile, iar trădarea chinezilor este scoasă la lumină într-un eseu publicat de "Locke". În final, Peter Wiggin este ales Hegemon al lumii.

## PersonajeleUmbrei Hegemonului
- Julian "Bean" Delphiki
- Petra Arkanian
- Ahile
- Sora Carlotta
- Peter Wiggin
- Hyrum Graff
- Suriyawong
- Virlomi
- John Paul Wiggin
- Theresa Wiggin

## Istoria
Card consideră că două cărți au influențat profund scrierea acestui roman: Thailand: A Short History de David K. Wyatt și Raj: The Making and Unmaking of British India de Lawrence James. În afara acestor două cărți, a fost inspirat de Phillip Absher, unul dintre cititorii primei variante a manuscrisului. Phillip a observat că evoluția evenimentelor care o priveau pe Petra era dezamăgitoare, ceea ce l-a făcut pe Card să revizuiască ideea și să o împartă în două cărți. La data publicării, Card avea în plan doar patru cărți pentru Saga Umbrelor.

## Traduceri în limba română
- 2007 - Umbra Hegemonului, ed. Nemira, colecția "Nautilus", traducere Roxana Brînceanu, 448 pag., ISBN 978-973-569-930-7
- 2014 - Umbra Hegemonului, ed. Nemira, colecția "Nautilus", traducere Roxana Brînceanu, 408 pag., ISBN 978-606-579-801-4